# Leszek inowrocławski
Leszek inowrocławski (kujawski) (ur. ok. 1275, zm. ok. 1340) – książę inowrocławski razem z młodszymi braćmi w latach 1287-1314 (do 1294 pod opieką matki), w 1296 w Gdańsku, od 1296 w Wyszogrodzie, w 1300 hołd lenny złożony Wacławowi II, w 1303 sprzedał Krzyżakom ziemię michałowską, w latach 1303-1312 w niewoli czeskiej, od 1312 lennik polski w latach 1314-1320/1324; w wyniku podziału między braci części księstwa z Inowrocławiem, abdykował.

## Życiorys
Leszek był najstarszym synem księcia Inowrocławia Siemomysła i Salomei. Po śmierci ojca z powodu zbyt młodego wieku znalazł się pod opieką matki Salomei i stryja Władysława Łokietka. Odebrał staranne wykształcenie – źródła określają go mianem litteratus. Udzielnym księciem inowrocławskim został w 1294, początkowo razem z braćmi. W 1296 korzystając ze śmierci księcia wielkopolskiego Przemysła II próbował zdobyć księstwo gdańskie, powołując się na pokrewieństwo z panującą tam wcześniej dynastią. Dosyć szybko jednak ustąpił z tej dzielnicy na rzecz Władysława Łokietka, otrzymując jako rekompensatę kasztelanię wyszogrodzką. W 1300 pod presją militarną nowo kreowanego króla Polski Wacława II został zmuszony do złożenia hołdu lennego. W 1303 Leszek zaangażował się w konflikt militarny ze swoim stryjem, księciem dobrzyńskim Siemowitem (mógł to być element walk z rządami czeskimi na Kujawach). Przedłużające się walki spowodowały tarapaty finansowe księcia inowrocławskiego, co stało się przyczyną zastawienia w 1303 roku Krzyżakom ziemi michałowskiej. Wkrótce potem wyjechał na Węgry w celu odszukania stryja Władysława Łokietka. Powody tej decyzji nie są znane. Podczas przedzierania się przez tereny opanowane przez Wacława II Leszek dostał się do niewoli czeskiej. Z więzienia został wypuszczony dopiero w 1312. W 1314, już jako lennicy Władysława Łokietka, Siemomysłowicze postanowili podzielić się swoją ojcowizną. Leszek, jako najstarszy, otrzymał najważniejszą część księstwa ze stołecznym Inowrocławiem. Cztery lata później książę zawarł z bratem Przemysłem układ o przeżycie. W 1317 roku sprzedał Krzyżakom ziemię michałowską. Pomiędzy 1323 a 1324 z nieznanych powodów Leszek zrezygnował ze swego księstwa, oddając całość władzy właśnie Przemkowi. Dwukrotnie w 1320 i 1339 składał zeznania podczas procesu polsko-krzyżackiego o Pomorze Gdańskie. Zmarł ok. 1340 i nie wiadomo, gdzie został pochowany. Nie był nigdy żonaty i nie pozostawił potomstwa.

## Wywód przodków Leszka inowrocławskiego
| 4. Kazimierz I kujawski zm. 14 grudnia 1267               |  |                                            |  |  |                                      |
|                                                           |  | 2. Siemomysł inowrocławski zm. 1287        |  |  |                                      |
| 5. Konstancja wrocławska zm. 21 lutego między 1253 a 1257 |  |                                            |  |  |                                      |
|                                                           |  |                                            |  |  | 1. Leszek inowrocławski zm. ok. 1340 |
| 6. Sambor II zm. 30 grudnia 1277 lub 1278                 |  |                                            |  |  |                                      |
|                                                           |  | 3. Salomea pomorska zm. między 1312 a 1314 |  |  |                                      |
| 7. Matylda meklemburska zm. 23 listopada 1270             |  |                                            |  |  |                                      |
|                                                           |  |                                            |  |  |                                      |